# Heterodontosauriformes
Els heterodontosauriformes són un grup de dinosaures herbívors inclosos en l'ordre dels ornitisquis]. El rang fou creat per Xu Xing et al. l'any 2006 per tal d'agrupar el subordre Marginocephalia amb la família Heterodontosauridae (abans classificada com ornitòpodes), després que la descoberta de Yinlong revelés que ambdós estaven estretament emparentats.